# イルギス・ガリムーリン
イルギス・ガリムーリン（ラテン翻字：Ilgiz Galimullin、1964年 - ）は、ロシア出身のバレエダンサー・バレエ指導者である。ボリショイ・バレエ学校卒業後にモスクワ・クラシック・バレエ団に入団して多くの作品に出演し、1986年に同バレエ団に入団してきたヴラジーミル・マラーホフとバレエファンの人気を二分した。モスクワ・クラシック・バレエ団でプリンシパル・ダンサーとして世界各国で踊るとともに、牧阿佐美バレヱ団や新国立劇場バレエ団に客演するなど、特に日本のバレエファンになじみの深いダンサーである。妻は牧阿佐美バレヱ団及びモスクワ・クラシック・バレエ団に在籍した日本人バレエダンサーの成澤 淑栄（なりさわ よしえ）。

## 経歴
タタール出身の両親のもと、モスクワで1964年に生まれた。6歳から10歳まではアイススケートを習い、1970年にはモスクワ・ジュニアスケート大会で第1位を受賞した。11歳のとき、妹に付き添ってボリショイ・バレエ学校の入学試験に行った。その場で勧められて、自分も試験を受けることになり合格した。
1975年に、ボリショイバレエ学校に入学した。学校の時間割は午前9時に始まって午後6時に終わる厳しいものだったため、親元を離れて寮で生活し、週末のみ家に帰っていた。最初にオリガ・イリーニナの指導を受けてバレエの基本全てを教わり、その後数人の指導者を経て、卒業間近にはラフマーニンに師事した。
1983年、ボリショイ・バレエ学校卒業と同時にモスクワ・クラシック・バレエ団に入団し、間もなくソリストに昇格した。バレエ団入団後は、イレク・ムハメドフ、アレクサンドル・ゴドゥノフなどを育てたことで知られる名教師ナウム・メッセレル・アザーリンに指導を受け、通称「ピストル」や「ヘリコプター」という複数の回転を伴った高難度のジャンプ技を直伝されるなど、才能に磨きをかけた。モスクワ・クラシック・バレエ団のプリンシパル・ダンサーとしてアメリカを始め、フランス、イタリア、スペイン、中国など各国の舞台に出演し、モスクワ音楽劇場バレエ団やマイヤ・プリセツカヤのグループ公演にゲストとして参加するなど世界各地で活躍した。1986年には、第12回ヴァルナ国際バレエコンクールのシニア部門で第1位金賞を受賞した。このときには同じくジュニア部門で、ヴラジーミル・マラーホフが第1位金賞とグランプリを獲得している。
細身で両性具有的な身体を生かしてしなやかに踊るマラーホフと、幼少時からの鍛錬による高い身体能力と力強く明快な舞踊技巧を持つガリムーリンは好対照で、モスクワ・クラシック・バレエ団のトップ男性舞踊手としてバレエファンの人気を二分した。1988年にイギリスとソビエト（当時）の共同で制作された『白鳥の湖』の道化役は、ガリムーリンの個性を生かして大幅に踊りの場面が増やされ、当たり役の1つとなった。『ロメオとジュリエット』ではマラーホフが踊り演じるマキューシオに対してティボルトを踊り、ダンサーとしての2人の表現の違いが対立する若者たちの人物像を巧みに描き出して好評を博し、『白鳥の湖』とともに1989年のモスクワ・クラシック・バレエ団の日本初公演で上演されている。1990年に初演された『ドン・キホーテ』は、ガリムーリンの明るい個性と超絶技巧が存分に生かされた舞台となって、1992年の日本公演でも賞賛を受けた。この『ドン・キホーテ』では、普段は王子役の印象が強かったマラーホフが徹底した三枚目役のガマーシュを演じてこちらも好評であった。
『白鳥の湖』や『ロメオとジュリエット』などの他、『ドン・キホーテ』のバジルや『三銃士』のダルタニャンなどのドゥミ・キャラクテール的な要素を持つ明朗快活な若者役を得意としたが、チャイコフスキーの3大バレエやフレデリック・アシュトン振付の『シンデレラ』などでの王子役も好評だった。妻は日本人バレエダンサーの成澤 淑栄で、その関係もあって彼女が以前所属していた牧阿佐美バレヱ団や、新国立劇場バレエ団など日本のバレエ団に多く客演した。牧阿佐美バレヱ団ではローラン・プティ振付『アルルの女』やアンドレイ・プロコフスキー振付『三銃士』のダルタニャンを初演し、新国立劇場バレエ団では『シンデレラ』、『ドン・キホーテ』の主演や『ロメオとジュリエット』のティボルト、『ライモンダ』のアブデラクマン役などに出演した。現代バレエの作品では『4つの最後の歌』（ルディ・ヴァン・ダンツィヒ振付）や『ドゥエンデ』（ナチョ・ドゥアト振付）など幅広い作品を踊っている。
1992年には、ロシア共和国功労芸術家の称号を受けた。2009年6月にボリショイ・バレエ学校大学院教師科を卒業した。日本とモスクワを往復して舞台に立つかたわら、モスクワ・クラシック・バレエ団や新国立劇場バレエ団などで後進の指導に当たり、各種バレエコンクールの審査員を務めるなどの活動を続けている。橘秋子記念財団が2017年9月に設立したジャパン・フェスティバル・バレエ団の初代芸術監督に就任した。